# Grote Scheldeprijs 1989
Il Grote Scheldeprijs 1989, settantacinquesima edizione della corsa, si svolse il 19 aprile per un percorso di 199 km, con partenza ed arrivo a Schoten. Fu vinto dal belga Jean-Marie Wampers della squadra Panasonic-Isostar davanti al connazionale Frank Hoste e all'olandese John van den Akker.

## Ordine d'arrivo (Top 10)
| Pos. | Corridore          | Squadra              | Tempo    |
| ---- | ------------------ | -------------------- | -------- |
| 1    | Jean-Marie Wampers | Panasonic-Isostar    | 4h47'37" |
| 2    | Frank Hoste        | ADR-W-Cup-Bottecchia | a 2"     |
| 3    | John van den Akker | PDM-Ultima-Concorde  | a 1'40"  |
| 4    | Eric Vanderaerden  | Panasonic-Isostar    | s.t.     |
| 5    | Wiebren Veenstra   | Hitachi              | s.t.     |
| 6    | Adrie van der Poel | Domex-Weinmann       | s.t.     |
| 7    | Remig Stumpf       | Toshiba              | s.t.     |
| 8    | Herman Frison      | Histor-Sigma         | s.t.     |
| 9    | Étienne De Wilde   | Histor-Sigma         | s.t.     |
| 10   | Hans Daams         | PDM-Ultima-Concorde  | s.t.     |